# Molophilus (Austromolophilus) tugloensis
Molophilus (Austromolophilus) tugloensis is een tweevleugelige uit de familie steltmuggen (Limoniidae). De soort komt voor in het Australaziatisch gebied.